# Zimiris diffusa
Zimiris diffusa is een spinnensoort in de taxonomische indeling van de Prodidomidae.
Het dier behoort tot het geslacht Zimiris. De wetenschappelijke naam van de soort werd voor het eerst geldig gepubliceerd in 2004 door Norman I. Platnick & Penney.